# Blodsbröllop
Blodsbröllop (spanska Bodas de Sangre) är en teaterpjäs av den spanske dramatikern Federico García Lorca. Pjäsen skrevs 1932 och uruppfördes året därpå i Madrid. Pjäsen utspelas i Andalusien och ingår i en trilogi dramatiska stycken med motiv från den spanska landsbygden, där de övriga pjäserna är Yerma och Bernardas hus (spanska La casa de Bernarda Alba).

## Handling

### Akt 1
Pjäsen börjar med att Modern samtalar med sin son, Brudgummen. Brudgummen vill gifta sig med en flicka (Bruden) som bor i närheten, och söker sin mammas tillåtelse och välsignelse för detta. Modern är bitter över sin mans och äldste sons död många år tidigare, men ger ändå Brudgummen sin välsignelse och uttrycker en längtan efter barnbarn. Brudgummen lämnar scenen och ger sig av mot vinodlingarna.
Grannen anländer, och av honom får Modern veta att Bruden tidigare har haft ett förhållande med Leonardo Felix (den enda person i det här dramat som nämns vid egennamn), en släkting till den som dödade Moderns man och son. Modern hatar fortfarande släkten Felix intensivt, men bestämmer sig trots det att besöka flickan innan hon tar upp saken med sin son.
Leonardo, som numera är gift, kommer hem från arbetet. Hans Svärmor och Hustru har sjungit vaggvisor för hans äldste son. (Vaggvisans text är ett förebud om de tragedier som ska utspela sig senare under pjäsen.) Det är uppenbart att Leonardos äktenskap är ett olyckligt sådant. En Småflicka kommer in och berättar för familjen att Brudgummen ska äkta Bruden. Leonardo tappar fattningen och skrämmer vettet ur sin Hustru, sin Svärmor och barnet, varpå han stormar ut ur huset.
Modern och Brudgummen beger sig till Brudens hem, där Modern möts av Brudens far och en Tjänsteflicka. Efter diverse förvecklingar får Bruden veta att Leonardo på kvällarna brukar stå utanför och se upp mot Brudens fönster.

### Akt 2
Andra akten börjar med att Tjänsteflickan sitter och kammar Brudens hår. Leonardo kommer dit för att träffa Bruden och berätta för henne om sin kärlek till henne och varför han inte kunnat fria till henne. Hans känslor är besvarade, men Leonardo tvingas lämna huset när bröllopsgästerna börjar strömma till. Bröllopsföljet (som bland annat består av Fadern, Modern och Brudgummen, samt Leonardo och hans Hustru) beger sig mot kyrkan.
Efter själva ceremonin fortsätter alla gästerna och bröllopsparet till Brudens hem. Festligheterna börjar med musik och dans, men Bruden drar sig tillbaka med förevändningen att hon känner sig trött. Samtidigt försvinner även Leonardo, som säger att han ska åka hem. Fadern och Brudgummen fattar misstankar om att Bruden och Leonardo har rymt, varpå gästerna börjar leta efter Bruden i hopp om att få se en traditionell bröllopsdans. Brudgummen ger sig av med avsikten att mörda Leonardo. Modern säger åt alla bröllopsgäster att festen är slut, de ska ge sig ut i natten och leta efter Bruden och Leonardo.

### Akt 3
Tredje och sista akten börjar med att tre Skogshuggare gör entré. Scenbilden är den skog dit Leonardo och Bruden har rymt. Skogshuggarna känner till händelseutvecklingen och berättar för rymlingarna att bröllopsgästerna har gett sig ut i skogen för att leta efter dem. De säger att Leonardo och Bruden måste fly när månen går upp, vilket de också gör.
Månen talar till skogens träd och säger att hon vill se blod flyta – mänskligheten måste bestraffas eftersom hon har utestängts från deras hem. Månen låter månskenet lysa över skogen och visar förföljarna vilken väg de ska ta. Döden gör henne sällskap. Månen och Döden bestämmer sig för att döda Brudgummen och Leonardo, varpå Månen försvinner.
Brudgummen kommer tillsammans med en bröllopsgäst in på scenen. Brudgummen är fast besluten att döda Leonardo och ta tillbaka sin hustru. Döden kommer in förklädd till en gammal tiggerska, och säger till Brudgummen att hon kan visa honom var Leonardo finns. Brudgummen och bröllopsgästen följer med Döden av scenen.
Samtidigt diskuterar kärleksparet Leonardo och Bruden sin framtid. Bruden bönfaller Leonardo om att han ska ge sig iväg, men han vägrar. De hör fotsteg – det är Döden och Brudgummen som närmar sig. Leonardo lämnar scenen och två skrik hörs i mörkret.
Inne i staden har kvinnorna (bland andra Hustrun och Svärmodern) samlats utanför kyrkan för att skvallra. Döden kommer förklädd till en tiggarkvinna och säger att människorna i skogen har fått sitt rättmätiga straff. Modern går in i kyrkan, och ser hur Bruden kommer in med den vita klänningen nersölad av blod. Modern och Bruden berättar tillsammans om blodsbröllopet.

## Svensk översättning
- Blodsbröllop; översättning Jens Nordenhök 1994 Libris